# Rifugio Franco Remondino
Il rifugio Franco Remondino è un rifugio alpino situato nella catena delle Alpi Marittime nel comune di Valdieri (CN), a 2.430 metri di altitudine. Sorge nel Vallone di Assedras, nell'alta valle Gesso della Valletta.

## Storia
Il rifugio fu costruito dal CAI, sezione di Cuneo, nel 1966, nella sua forma attuale. Fu sottoposto ad un restauro nel 1999.

## Caratteristiche e informazioni
Si trova in alta valle Gesso della Valletta, nel vallone di Assedras, ai piedi della cima di Nasta.
Si tratta di una costruzione in muratura di pietrame, a due piani. Dispone di 52 posti letto. È dotato di impianto elettrico e di acqua corrente; offre servizio bar, ristoro ed alberghetto. Il locale invernale dispone di materassi e coperte.

## Accessi
Il rifugio è raggiungibile dalla frazione Terme di Valdieri tramite il vallone della Valletta.
Si lascia l'auto presso il "Gias delle Mosche" e si continua prima su strada sterrata fino al piano della casa del Re, ed in seguito sul sentiero N11. Il tempo di percorrenza è di circa 2h 30'.

## Ascensioni
- Cima Sud dell'Argentera (3.297 m)
- Cima di Nasta (3.108 m)
- Cima di Brocan (3.054 m)
- Cima Paganini (3.051 m)

## Traversate
- al Rifugio Genova-Figari per il colle Brocan o di Nasta (percorso fuori sentiero)
- al rifugio Bozano per la Bassa della Madre di Dio (difficoltà: EE)
- al rifugio Morelli-Buzzi per il colle di Nasta ed il passo del Porco
- al bivacco del Baus per il colle di Nasta

Il rifugio è anche punto di passaggio per il giro dell'Argentera.